# Bella ciao (Lena Katina)
Bella ciao (in russo Белла чао?) è un singolo della cantante russa Lena Katina, pubblicato il 28 aprile 2023 come secondo estratto dall'EP Maneken.

## Descrizione
Scritto da Aleksandr Borisov, Daniil Ruvinskij e Nikita Fesjuk, il brano, uscito in concomitanza con la pubblicazione dell'EP Maneken, ne costituisce la terza traccia.

## Video musicale
Il video musicale del brano, diretto da Konstantin Čerepkov per la SeverVideo, è stato girato nel mese di febbraio 2023 presso l'Astoria Hotel a San Pietroburgo. Alle riprese ha preso parte anche il marito della cantante, Dmitrij Spiridonov.
Il video è parte della trilogia iniziata con Taksi e culminata con Šagat' v nikuda.

## Tracce
Testi e musiche di Aleksandr Borisov, Daniil Ruvinskij, Nikita Fesjuk.
1. Bella ciao – 2:38